# Хусейн Амір-Абдуллахіан
Хусейн Амір-Абдуллахіан (перс. حسین امیرعبداللهیان; 23 квітня 1964, Дамган, Семнан, Іран — 19 травня 2024, Варзакан, Східний Азербайджан, Іран) — іранський політик і дипломат. Міністр закордонних справ Ірану (25 серпня 2021—19 травня 2024). З 2011 по 2016 роки був заступником міністра закордонних справ Ірану, відповідаючи за відносини з арабськими та африканськими країнами.
Був спеціальним помічником з міжнародних справ спікера парламенту Ірану, очолював напрям міжнародних відносин в Ісламській консультативній раді від часів головування Алі Ларіджані до головування Мохаммада Багера Галібафа, був генеральним секретарем постійного секретаріату Міжнародної конференції на підтримку палестинської інтифади.
Був призначений заступником міністра закордонних справ Алі Акбара Салехі, залишався на цій посаді протягом перших трьох років каденції наступника Мохаммада Джавада Заріфа. 
Професор школи міжнародних відносин при Міністерстві закордонних справ Ірану.
Після негласної відставки Заріфа з посади міністра, Амір-Абдуллахіан згадувався деякими ЗМІ, як потенційний кандидат на посаду, відмічаючи його наближеність до тодішнього спікера іранського парламенту Алі Ларіджані.
19 травня 2024 року вертоліт, в якому серед інших перебували Амір-Абдуллахіан та президент Ірану Ібрагім Раїсі розбився поблизу азербайджано-іранського кордону. Всі пасажири загинули.

## Ранні роки та освіта
Народився 23 квітня 1964 року в Дамгані. У 6-7 річному віці втратив батька. У 1994 році одружився, в подружжя народились син та дочка. Здобув ступінь бакалавра з дипломатичних відносин, ступінь магістра з міжнародних відносин та ступінь доктора філософії з міжнародних відносин Тегеранського університету.

## Політична робота
Прихильник так званого Фронту опору, пов'язаного з Хезболлою в Лівані, Сирії та інших течій, пов'язаних з Іраном, що конфліктують з Ізраїлем.
Був членом Комітету з політики та безпеки ядерних переговорів за президентства Мохаммада Хатамі. Став першим іранським чиновником, якого запросили до Лондона для регіональних переговорів після відновлення лондонського посольства в Тегерані під час першого терміну Хассана Рухані, а також для зустрічі з тодішнім міністром закордонних справ Великої Британії Філіпом Геммондом. Також проводив докладні регіональні переговори з Федерікою Могеріні і детальні зустрічі з Генеральним секретарем ООН Пан Гімуном і лідером Хезболли в Лівані Хасаном Насралла.

## Переговори з США
Був головою іранської переговорної групи на тристоронній зустрічі Іран-Ірак-США в Багдаді в 2007 році. Зустріч була проведена на прохання американців, які називали ситуацію в Іраку небезпечною. Переговори провалилися після трьох безрезультатних сесій. Пізніше Амір-Абдоллахіан сказав, що американці пішли зі сцени, коли почули голос логіки, але не мали логічних відповідей. Стосовно початку переговорів, за його словами, США вважали, що вони визначимуть порядок денний, але Іран не дозволив їм це зробити, і тоді було вирішено, що порядок денний має бути встановлений за згодою сторін.

## Спілкування з Касемом Сулеймані
Мав тісні стосунки з Касемом Сулеймані, це було пов'язано з двадцятьма роками роботи в Міністерстві закордонних справ Ірану, особливо в напрямі відносин з арабськими та африканськими країнами. Коли Сулеймані став командувачем сил «Кудс», Амір-Абдуллахіан працював в міністерстві експертом з питань Іраку. Під час вторгнення США до Іраку у 2003 році, після повалення уряду Саддама Хусейна, очолив Іракський напрям у Державному департаменті Ірану.
Пізніше під час зустрічі з європейськими делегаціями та офіційними особами сказав, що вони повинні подякувати Ірану та особисто Сулеймані за внесок, який він зробив у світовий мир і безпеку. За словами Амір-Абдуллахіана, без Сулеймані основні країни регіону розпалися б.

## Кар'єра
- Заступник міністра закордонних справ у напрямку відносин з арабськими і африканськими країнами
- Спеціальний помічник з міжнародних справ спікера парламенту Ірану
- Генеральний директор з міжнародних справ Ісламської консультативної ради
- Генеральний секретар Постійного секретаріату Міжнародної конференції на підтримку палестинської інтифади
- Керуючий директор Palestine Strategic Dialogue Quarterly
- Посол Ірану в Бахрейні
- Заступник генерального директора з питань країн Перської затоки Міністерства закордонних справ
- Член ради засновників Центру західноазійських досліджень
- Запрошений професор факультету світових досліджень Тегеранського університету
- Запрошений професор факультету міжнародних відносин Міністерства закордонних справ Ірану[18][19]

## Міністр закордонних справ

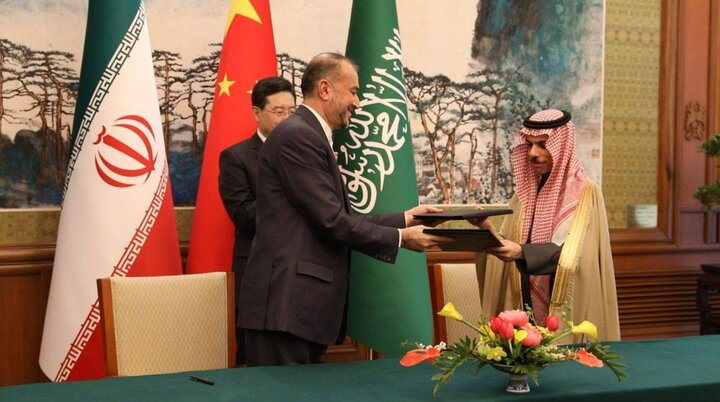
Абдуллахіан і міністр закордонних справ Саудівської Аравії Фейсал ібн Фархан Аль Сауд після підписання спільної заяви про відновлення дипломатичних відносин, на задньому плані міністр закордонних справ Китаю Цінь Ґан, 6 квітня 2023 року

З 2021 року в Іраку відбулося п'ять раундів прямих переговорів між Саудівською Аравією та Іраном, які ще в 2016 році розірвали дипломатичні відносини. Шостий раунд переговорів на міністерському рівні застопорився, але після зустрічі в Аммані, Йорданія у грудні 2022 року Абдуллахіан і міністр закордонних справ Саудівської Аравії Фейсал бін Фархан Аль Сауд дали сигнал, що обидві країни будуть «відкриті до ширшого діалогу». У січні 2023 року Фейсал, виступаючи на панелі Всесвітнього економічного форуму в Давосі, повторив, що «Ер-Ріяд намагається знайти діалог з Іраном». Дві країни оголосили про відновлення дипломатичних відносин 10 березня 2023 року після угоди, укладеної за посередництва Китаю. Цю подію було сприйнято як поштовх до пом'якшення конфлікту між Іраном і Саудівською Аравією, що стабілізує ситуації в регіоні.
Під час зустрічі з дипломатом ООН Тором Веннесландом 14 жовтня 2023 року Абдуллахіан попередив, що Іран може втрутитися у війну між Ізраїлем та Хамасом, якщо Ізраїль почне наземне вторгнення в Газу.
15 жовтня 2023 року Абдуллахіан зустрівся з лідером Хамас Ісмаїлом Ганією в Досі, Катар.

## Смерть
19 травня 2024 року вертоліт з Аміром-Абдуллахіаном і президентом Ірану Ібрагімом Раїсі на борту зазнав аварії поблизу азербайджано-іранського кордону. Всі пасажири загинули.